# 大山国夫
大山 国夫（おおやま くにお、1944年〈昭和19年〉12月12日 - 2025年〈令和7年〉1月22日）は、日本の囲碁棋士。福岡県出身、宮本直毅九段門下、関西棋院所属、九段。関西棋院第一位決定戦優勝など。 

## 経歴
1957年に院生となり、1961年初段。1964年五段。1966年六段。1968年大手合優勝。1969年七段。1971年八段。1973年王座戦ベスト4、関西棋院賞道玄賞受賞。1975年関西棋院第一位決定戦決勝進出。1980年九段。1982年、関西棋院第一位決定戦決勝で牛之浜撮雄に2-1で勝って優勝。1988年IBM早碁オープン戦3位。1989年本因坊戦3次予選決勝進出。1998年王座戦ベスト4。他に、第2、3期棋星。
2024年4月17日付で引退。2025年1月22日死去。享年80。